# Марчеканская сопка
Марчека́нская — сопка на полуострове Старицкого в Магаданской области.

## Топоним
Ранее называлась сопкой Старицкого. Современное название получила от ручья Марчекан. С эвенского Марчикан — «с маленьким торфяным болотцем», где мар- — «торфяное болото» + -чи- — суффикс продольности + уменьшительный суффикс -кан. Также название Марчекан получил близлежащий посёлок, ныне микрорайон Магадана.

## География
Высочайшая точка полуострова Старицкого, расположена в центре. Посередине сопки — большая впадина Чаша, на её месте находился огромный ледник, после которого остался ледниковый цирк. Склоны сопки защищают растительность от холодных ветров, создавая особый микроклимат: здесь произрастают высокие лиственницы, раскидистые каменные берёзы, рябины, ольховник.
C 24 августа 1984 года по 20 марта 2017 года Чаша считалась памятником природы. Ещё один бывший памятник природы, «Весёлый», расположен на восточном склоне.

## История
9 июня 1958 года в 16,5 километрах южнее аэропорта Магадан-13 самолёт Ил-12 столкнулся со склоном сопки при посадке в сложных метеоусловиях. Погибли все 24 человека, находившиеся на борту. Это крупнейшая авиационная катастрофа в Магаданской области. На месте происшествия ныне установлен символический деревянный крест.